# Nato (cantante)
Natalia Shevliákova (en cirílico ruso, Наталья Шевлякова; Tiflis, Unión Soviética, 1979), más conocida por el pseudónimo n.A.T.o., es una cantante rusa. Es conocida por vestirse según el estilo tradicional árabe y por cantar en los idiomas tayiko, persa y uzbeko. El proyecto se inició en 2004 por el productor ruso Ivan Shapovalov.
Esta cantante es conocida en toda la Federación Rusa por su nombre n.A.T.o., así como también por ser muy popular en los países medio orientales. Asimismo, posee un interesante y gran éxito en Alemania. Su nombre artístico, n.A.T.o., tiene un doble sentido: NATO también significa North Atlantic Treaty Organisation, en español Organización del Tratado del Atlántico Norte, más conocida como OTAN.

## Trayectoria
El proyecto fue creado por el exproductor del grupo t.A.T.u., Ivan Shapovalov. Este proyecto fue muy controvertido, ya que ella, junto con su mánager organizaron, en el 2004 para presentar su sencillo "chorjavon", un recital en Moscú llamado "el concierto del terror"  justo para el 11 de septiembre y después de la Masacre de la escuela de Beslán, ocurrida el 1 de septiembre de 2004. Y como si fuera poco, las entradas fueron diseñadas con forma de avión. El evento fue condenado de "enfermo" y "destructivo", más tarde se organizaron más recitales en Europa, incluyendo Inglaterra y Alemania... El consejo musulmán de Inglaterra había hecho un comunicado para que la gente pasase por alto dicho recital. Al contrario, hizo que la gente se interesase más por él, y finalmente el recital fue un éxito, con todas las entradas vendidas. Sobre el aniversario de los Atentados del 11 de septiembre de 2001 en Estados Unidos, 
En todas las presentaciones que dio n.A.T.o. estuvo con un look oriental, como es caracterÍstico en ella, y jamás mostró su rostro entero. Además en los recitales siempre iban con ella dos hombres vestidos de militares y con armas de utilería.
Sin embargo, ninguna discográfica, salvo en Rusia y Alemania, quiso tomar a la cantante para editar el disco. El país que reaccionó peor fue Inglaterra, pues ninguna discografía quiso editar su disco por caratular el proyecto como muy revolucionario y controversial.
Pero para sorpresa de todos, se vio en los recitales de n.A.T.o. y en su álbum, letras, imágenes y videos en contra de la guerra y del imperialismo: sus canciones tratan sobre la paz mundial, la unidad, mensajes antiguerra y anti-dominación imperialista.
El sencillo y el álbum tuvieron mucho éxito en toda la Federación Rusa y Alemania. En Inglaterra y en otros países fue menor la repercusión. Según el diario The Sun, a la gente le causó miedo y repugnancia consumir un producto como tal. Ante esto, el productor respondió a los medios: "Si la gente está asustada por una mujer llevando un velo negro, significa que ellos están enfermos. Yo no soy líder de ninguna organización terrorista ni nada de eso. Me gustan sus canciones y me gusta escuchar a los demás cuando hacen cosas nuevas. Hoy en día, nos enfrentamos a tiempos difíciles. Algunos organizan marchas, otros rezan. Yo simplemente ofrezco un nuevo tipo de música. Además, si tan solo se tomaran el trabajo de leer sus letras, verían que el mensaje es muy positivo, por cuanto no hay nada raro en sus letras, sino es solo una chica con un velo negro que canta en un idioma oriental y está en contra del imperialismo estadounidense, nada más."
En el vídeo, Chorchavon (Чорчавон), este retirado, ella está en un contexto del Medio Oriente, en canales como la BBC, CNN y Al-Jazeera.
En mayo de 2005 el grupo hizo varias intervenciones en Alemania.
- Datos: Q441753